# Tour de France 1987
Il Tour de France 1987, settantaquattresima edizione della corsa, si svolse in venticinque tappe precedute da un prologo iniziale, tra il 1º e il 26 luglio 1987, per un percorso di complessivi 4 231,1 km. 
La vittoria andò al passista-scalatore irlandese Stephen Roche (al secondo ed ultimo podio al Tour dopo il terzo posto conseguito nell'edizione del 1985), in forza al team Carrera, che concluse la gara in 115h27'42".
In quel 1987 Stephen Roche, già vincitore pochi giorni prima di una delle più controverse edizioni del Giro d'Italia, andrà a vincere, dopo il Tour, anche il campionato del mondo di Villach, centrando una storica tripletta che, prima di lui, soltanto il fuoriclasse belga Eddy Merckx, nel 1974, era riuscito a completare. Una tripletta in seguito eguagliata da Tadej Pogačar nel 2024. 
Si trattò della prima, e finora unica, edizione della corsa a tappe francese vinta da un corridore irlandese.
In seconda posizione della classifica generale si posizionò lo scalatore spagnolo Pedro Delgado (al primo podio della carriera conseguito sui Campi Elisi). 
Al terzo posto della classifica generale si piazzò il passista-scalatore e cronoman francese Jean-François Bernard (al primo ed unico podio della carriera conseguito nella Grand Boucle).

## Percorso
Il Tour iniziò con un cronoprologo a Berlino Ovest, seguito l'indomani da una prova in linea e da una cronometro a squadre. Dopo un giorno di riposo riprese nella Germania Ovest, da Karlsruhe, portando la carovana anche a Stoccarda e Pforzheim prima dell'ingresso in Francia dall'Alsazia. Il paese fu quindi percorso in senso antiorario, i ciclisti affrontarono perciò, dopo le pianure centrali, prima i Pirenei (due tappe) e poi le Alpi; il Tour si concluse come di consueto a Parigi.

## Tappe
| Tappa  | Data      | Percorso                                        | km      | Vincitore di tappa     | Leader cl. generale   |
| ------ | --------- | ----------------------------------------------- | ------- | ---------------------- | --------------------- |
| prol.  | 1º luglio | Berlino (FRG) (cron. individuale)               | 6,1     | Jelle Nijdam           | Jelle Nijdam          |
| 1ª     | 2 luglio  | Berlino (FRG) > Berlino (FRG)                   | 105,5   | Nico Verhoeven         | Lech Piasecki         |
| 2ª     | 2 luglio  | Berlino (FRG) > Berlino (FRG) (cron. a squadre) | 40      | Carrera                | Lech Piasecki         |
|        | 3 luglio  | giorno di riposo                                |         |                        |                       |
| 3ª     | 4 luglio  | Karlsruhe (FRG) > Stoccarda (FRG)               | 219     | Acácio da Silva        | Erich Maechler        |
| 4ª     | 5 luglio  | Stoccarda (FRG) > Pforzheim (FRG)               | 79      | Herman Frison          | Erich Maechler        |
| 5ª     | 5 luglio  | Pforzheim (FRG) > Strasburgo                    | 112,5   | Marc Sergeant          | Erich Maechler        |
| 6ª     | 6 luglio  | Strasburgo > Épinal                             | 169     | Christophe Lavainne    | Erich Maechler        |
| 7ª     | 7 luglio  | Épinal > Troyes                                 | 211     | Manuel Jorge Domínguez | Erich Maechler        |
| 8ª     | 8 luglio  | Troyes > Épinay-sous-Sénart                     | 205,5   | Jean-Paul van Poppel   | Erich Maechler        |
| 9ª     | 9 luglio  | Orléans > Renazé                                | 260     | Adri van der Poel      | Erich Maechler        |
| 10ª    | 10 luglio | Saumur > Futuroscope (cron. individuale)        | 87,5    | Stephen Roche          | Charly Mottet         |
| 11ª    | 11 luglio | Futuroscope > Chaumeil                          | 255     | Martial Gayant         | Martial Gayant        |
| 12ª    | 12 luglio | Brive > Bordeaux                                | 228     | Davis Phinney          | Martial Gayant        |
| 13ª    | 13 luglio | Bayonne > Pau                                   | 219     | Erik Breukink          | Charly Mottet         |
| 14ª    | 14 luglio | Pau > Luz-Ardiden                               | 166     | Dag-Otto Lauritzen     | Charly Mottet         |
| 15ª    | 15 luglio | Tarbes > Blagnac                                | 164     | Rolf Gölz              | Charly Mottet         |
| 16ª    | 16 luglio | Blagnac > Millau                                | 216,5   | Régis Clère            | Charly Mottet         |
| 17ª    | 17 luglio | Millau > Avignone                               | 239     | Jean-Paul van Poppel   | Charly Mottet         |
|        | 18 luglio | giorno di riposo                                |         |                        |                       |
| 18ª    | 19 luglio | Carpentras > Mont Ventoux (cron. individuale)   | 36,5    | Jean-François Bernard  | Jean-François Bernard |
| 19ª    | 20 luglio | Valréas > Villard-de-Lans                       | 185     | Pedro Delgado          | Stephen Roche         |
| 20ª    | 21 luglio | Villard-de-Lans > Alpe d'Huez                   | 201     | Federico Echave        | Pedro Delgado         |
| 21ª    | 22 luglio | Bourg-d'Oisans > La Plagne                      | 185,5   | Laurent Fignon         | Pedro Delgado         |
| 22ª    | 23 luglio | La Plagne > Morzine                             | 186     | Eduardo Chozas         | Pedro Delgado         |
| 23ª    | 24 luglio | Saint-Julien-en-Genevois > Digione              | 224,5   | Régis Clère            | Pedro Delgado         |
| 24ª    | 25 luglio | Digione > Digione (cron. individuale)           | 38      | Jean-François Bernard  | Stephen Roche         |
| 25ª    | 26 luglio | Créteil > Parigi                                | 192     | Jeff Pierce            | Stephen Roche         |
| Totale | Totale    | Totale                                          | 4 231,1 |                        |                       |

## Squadre e corridori partecipanti
| N.      | Cod. | Squadra                    |
| ------- | ---- | -------------------------- |
| 1-9     | TOS  | Toshiba-Look-La Vie Claire |
| 11-19   | CAR  | Carrera-Vagabond-Peugeot   |
| 21-29   | HIT  | Hitachi-Marc               |
| 31-39   | Z    | Z-Peugeot                  |
| 41-49   | BH   | BH                         |
| 51-59   | PDM  | PDM-Ultima-Concorde        |
| 61-69   | SYS  | Système U                  |
| 71-79   | REY  | Reynolds-Sada              |
| 81-89   | TEK  | Teka                       |
| 91-99   | POS  | Postobón-Ryalcao           |
| 101-109 | RMO  | RMO                        |
| 111-119 | SEA  | Caja Rural-Orbea           |

| N.      | Cod. | Squadra                     |
| ------- | ---- | --------------------------- |
| 121-129 | FAG  | Fagor-MBK                   |
| 131-139 | CdC  | Varta-Café de Colombia      |
| 141-149 | KWA  | Superconfex-Kwantum Hallen  |
| 151-159 | PAN  | Panasonic                   |
| 161-169 | DEL  | Del Tongo-Colnago           |
| 171-179 | KAS  | KAS-Miko                    |
| 181-189 | JOK  | Joker-Merckx                |
| 191-199 | 7EL  | 7-Eleven-Hoonved            |
| 201-209 | ROL  | Roland-Skala-TW Rock-Chiori |
| 211-219 | SUP  | Supermercati Brianzoli      |
| 221-229 | ANC  | ANC-Lycra                   |

## Resoconto degli eventi
Al Tour 1987 parteciparono 207 corridori.  Visto l'alto numero dei partecipanti, fu attuata una riduzione del numero dei corridori per squadra da 10 a 9, che dura tuttora.  Le squadre partecipanti erano 6 francesi, 4 spagnole, 3 belghe, 3 olandesi, 3 italiane, 2 colombiane, 1 statunitense, 1 britannica.  I corridori partecipanti erano 41 francesi, 30 spagnoli, 28 belgi, 20 colombiani, 19 olandesi, 18 italiani, 13 svizzeri, 7 statunitensi, 6 britannici, 4 irlandesi, 4 danesi, 3 tedeschi, 3 australiani, 2 polacchi, 2 cecoslovacchi, 1 canadese, 1 portoghese, 1 austriaco, 1 norvegese, 1 messicano, 1 neozelandese.  
Al via numerosi erano i favoriti: il vincitore delle edizioni 1983 e 1984 Laurent Fignon, i due irlandesi Sean Kelly e Stephen Roche, alla vigilia numero 1 e 2 del ranking UCI, il colombiano Luis Herrera e il britannico Robert Millar; indicati come possibili outsider erano invece Andrew Hampsten, Claude Criquielion, Charly Mottet, Jean-François Bernard, Erich Maechler e Pedro Delgado. La corsa vide però l'assenza dei due protagonisti delle passate edizioni, il cinque volte vincitore Bernard Hinault, ritiratosi al termine della stagione precedente, e il campione in carica Greg LeMond, assente per un incidente di caccia occorsogli due mesi prima.
Come da previsioni, durante le tre settimane la gara fu incerta e la maglia gialla passò sulle spalle di otto ciclisti (tra essi Lech Piasecki, primo ciclista del blocco orientale a vestire di giallo). Alla fine, con la cronometro del penultimo giorno a Digione, Stephen Roche riuscì a strappare il simbolo del primato a Pedro Delgado, andando a vincere con 40 secondi di vantaggio in classifica generale. Il francese Jean-François Bernard, che aveva indossato la maglia gialla dopo la vittoria nella cronoscalata del Mont Ventoux, chiuse terzo a circa due minuti. Dei 207 ciclisti partiti, 135 giunsero a Parigi.
Il distacco finale tra il primo e il secondo in classifica (40 secondi) risultò all'epoca il secondo minimo distacco della storia del Tour, maggiore di due secondi rispetto a quello avutosi nell'edizione del 1968 tra Jan Janssen e Herman Van Springel.
I corridori che si aggiudicarono il maggior numero di frazioni, sulle ventisei previste (considerando come unità in questo computo totale anche il cronoprologo), furono i francesi Jean-François Bernard e Régis Clère e il velocista olandese Jean-Paul van Poppel, con due successi ciascuno. Proprio Van Poppel si aggiudicò la maglia verde della classifica a punti, mentre la maglia a pois della classifica scalatori andò al colombiano Luis Herrera.

## Classifiche finali

### Classifica generale - Maglia gialla
| Pos. | Corridore             | Squadra      | Tempo      |
| ---- | --------------------- | ------------ | ---------- |
| 1    | Stephen Roche         | Carrera      | 115h27'42" |
| 2    | Pedro Delgado         | PDM-Concorde | a 40"      |
| 3    | Jean-François Bernard | Toshiba      | a 2'13"    |
| 4    | Charly Mottet         | Système U    | a 6'40"    |
| 5    | Luis Herrera          | Café de Col. | a 9'32"    |
| 6    | Fabio Parra           | Café de Col. | a 16'53"   |
| 7    | Laurent Fignon        | Système U    | a 18'24"   |
| 8    | Anselmo Fuerte        | BH           | a 18'33"   |
| 9    | Raúl Alcalá           | 7-Eleven     | a 21'49"   |
| 10   | Marino Lejarreta      | Caja Rural   | a 26'13"   |

### Classifica a punti - Maglia verde
| Pos. | Corridore             | Squadra      | Punti |
| ---- | --------------------- | ------------ | ----- |
| 1    | Jean-Paul van Poppel  | Superconfex  | 263   |
| 2    | Stephen Roche         | Carrera      | 247   |
| 3    | Pedro Delgado         | PDM-Concorde | 228   |
| 4    | Jean-François Bernard | Toshiba      | 201   |
| 5    | Jozef Lieckens        | Joker-Merckx | 195   |

### Classifica scalatori - Maglia a pois
| Pos. | Corridore      | Squadra      | Punti |
| ---- | -------------- | ------------ | ----- |
| 1    | Luis Herrera   | Café de Col. | 452   |
| 2    | Anselmo Fuerte | BH           | 314   |
| 3    | Raúl Alcalá    | 7-Eleven     | 277   |
| 4    | Pedro Delgado  | PDM-Concorde | 224   |
| 5    | Fabio Parra    | Café de Col. | 180   |

### Classifica giovani - Maglia bianca
| Pos. | Corridore      | Squadra      | Tempo      |
| ---- | -------------- | ------------ | ---------- |
| 1    | Raúl Alcalá    | Panasonic    | 115h49'31" |
| 2    | Erik Breukink  | 7-Eleven     | a 31'46"   |
| 3    | Gilles Sanders | KAS-Miko     | a 59'08"   |
| 4    | Jesper Skibby  | Roland-Skala | a 59'24"   |
| 5    | José Sanchis   | Caja Rural   | a 1h08'17" |

### Classifica a squadre a tempo
| Pos. | Squadra                | Tempo      |
| ---- | ---------------------- | ---------- |
| 1    | Système U              | 346h44'02" |
| 2    | Varta-Café de Colombia | a 38'20"   |
| 3    | BH                     | a 56'02"   |
| 3    | Fagor-MBK              | 1h07'54"   |
| 3    | Toshiba-La Vie Claire  | 1h28'54"   |